# Mörsdorf (Turingia)
Mörsdorf è un comune di 563 abitanti della Turingia, in Germania.
Appartiene al circondario della Saale-Holzland (targa SHK) ed è parte della comunità amministrativa (Verwaltungsgemeinschaft) di Hermsdorf.